# Edward Emerson Barnard
Edward Emerson Barnard (Nashville, 16. prosinca 1857. – Williams Bay, 6. veljače 1923.), američki astronom
Djelovao je na Yerkesovoj zvjezdarnici, a otkrio je više kometa, dvojnih i promjenljivih zvijezda, peti Jupiterov mjesec i usavršio astrofotografiju. Pronašao je zvijezdu s navjećim vlastitim gibanjem, koja je po njemu nazvana Barnardova zvijezda. Vlastito gibanje zvijezde jest put što ga zvijezda prođe po nebeskom svodu za jednu godinu, a iznosi u kutnoj mjeri 10,33.  
Po njemu se zove nekoliko nebeskih tijela i oblika na njima:
- Barnardova petlja, emisijska maglica
- Barnardova galaksija
- asteroid 819 Barnardiana
- Mjesečev krater Barnard
- Marsov krater Barnard
- predjel na Jupiterovom mjesecu Ganimedu

## Otkrića kometa
U razdoblju od 1881. do 1892., otkrio je 15 kometa, od čega 3 periodična, te sudjelovao u otkriću još 2:
- C/1881, nije objavio
- C/1881 S1
- C/1882 R2
- D/1884 O1 (Barnard 1)
- C/1885 N1
- C/1885 X2
- C/1886 T1 Barnard-Hartwig
- C/1887 B3
- C/1887 D1
- C/1887 J1
- C/1888 U1
- C/1888 R1
- C/1889 G1
- 177P/Barnard (P/1889 M1, P/2006 M3, Barnard 2)
- C/1891 F1 Barnard-Denning
- C/1891 T1
- D/1892 T1 (Barnard 3) – prvi komet otkriven uz pomoć fotografije; izgubljen pa ponovno otkriven krajem 2008. kao 206P/Barnard-Boattini